# Jackie (2016)
Jackie is een Amerikaans-Chileens-Franse film uit 2016 die geregisseerd werd door Pablo Larraín. De biografische film volgt Jacqueline Kennedy Onassis tijdens de nasleep op de moord op haar echtgenoot John F. Kennedy. De hoofdrollen worden vertolkt door Natalie Portman, Peter Sarsgaard, Greta Gerwig en Max Casella. 

## Verhaal
Jacqueline "Jackie" Kennedy is de first lady van de Verenigde Staten. Op 22 november 1963 wordt haar echtgenoot, president John F. Kennedy, doodgeschoten in Dallas (Texas). Een week na de moordaanslag wordt ze geïnterviewd door een reporter en blikt ze terug op zowel de dood van haar echtgenoot als de tv-uitzending A Tour of the White House with Mrs. John F. Kennedy (1962), waarin ze een rondleiding gaf in het Witte Huis. De voormalige first lady probeert haar emoties te verwerken en maakt zich zorgen over hoe haar echtgenoot herinnerd zal worden.

## Rolverdeling
| Acteur             | Personage                   |
| ------------------ | --------------------------- |
| Natalie Portman    | Jacqueline "Jackie" Kennedy |
| Peter Sarsgaard    | Robert "Bobby" Kennedy      |
| Greta Gerwig       | Nancy Tuckerman             |
| Billy Crudup       | de journalist               |
| John Hurt          | de priester                 |
| Richard E. Grant   | William "Bill" Walton       |
| Caspar Phillipson  | John F. Kennedy             |
| John Carroll Lynch | Lyndon B. Johnson           |
| Beth Grant         | Lady Bird Johnson           |
| Max Casella        | Jack Valenti                |
| Sara Verhagen      | Mary Gallagher              |
| Hélène Kuhn        | Pamela Turnure              |
| Corey Johnson      | Larry O'Brien               |
| Aidan O'Hare       | Kenneth O'Donnell           |
| Ralph Brown        | Dave Powers                 |
| David Caves        | Clint Hill                  |
| Penny Downie       | Janet Lee                   |
| Georgie Glen       | Rose Fitzgerald Kennedy     |
| Julie Judd         | Ethel Kennedy               |
| Sunnie Pelant      | Caroline Kennedy            |
| Brody Weinberg     | John F. Kennedy jr.         |

## Prijzen en nominaties
De belangrijkste:
| Jaar | Prijs                    | Categorie                | Genomineerde(n)                 | Resultaat   |
| ---- | ------------------------ | ------------------------ | ------------------------------- | ----------- |
| 2016 | Filmfestival van Venetië | Gouden Leeuw             | Pablo Larraín                   | Genomineerd |
| 2016 | Filmfestival van Venetië | Beste scenario           | Noah Oppenheim                  | Gewonnen    |
| 2016 | Critics' Choice Awards   | Beste actrice            | Natalie Portman                 | Gewonnen    |
| 2016 | Critics' Choice Awards   | beste Art Direction      | Veronique Melery & Jean Rabasse | Genomineerd |
| 2016 | Critics' Choice Awards   | Beste filmmuziek         | Mica Levi                       | Genomineerd |
| 2016 | Critics' Choice Awards   | Beste camerawerk         | Stéphane Fontaine               | Genomineerd |
| 2016 | Critics' Choice Awards   | Beste grime en haarstijl | Beste grime en haarstijl        | Gewonnen    |
| 2016 | Critics' Choice Awards   | Beste kostuums           | Madeline Fontaine               | Gewonnen    |
| 2017 | Golden Globe Awards      | Beste actrice            | Natalie Portman                 | Genomineerd |
| 2017 | BAFTA Awards             | Beste actrice            | Natalie Portman                 | Genomineerd |
| 2017 | BAFTA Awards             | Beste kostuums           | Madeline Fontaine               | Gewonnen    |
| 2017 | BAFTA Awards             | Beste filmmuziek         | Mica Levi                       | Genomineerd |
| 2017 | Satellite Awards         | Beste film               | Beste film                      | Genomineerd |
| 2017 | Satellite Awards         | Beste regisseur          | Pablo Larraín                   | Genomineerd |
| 2017 | Satellite Awards         | Beste actrice            | Natalie Portman                 | Genomineerd |
| 2017 | Satellite Awards         | Beste productieontwerp   | Jean Rabasse                    | Genomineerd |
| 2017 | Satellite Awards         | Beste kostuums           | Madeline Fontaine               | Gewonnen    |
| 2017 | Academy Awards           | Beste actrice            | Natalie Portman                 | Genomineerd |
| 2017 | Academy Awards           | Beste filmmuziek         | Mica Levi                       | Genomineerd |
| 2017 | Academy Awards           | Beste kostuums           | Madeline Fontaine               | Genomineerd |

## Productie

### Ontwikkeling
| |  |  |
| Actrice Natalie Portman (links) kroop voor de film in de huid van gewezen first lady Jackie Kennedy (rechts). |  |  |

Hoewel er al verscheidene films, tv-series en documentaires gemaakt werden over de moord op Amerikaans president John F. Kennedy en de nasleep van de historische gebeurtenis, besloot auteur, journalist en tv-producent Noah Oppenheim een scenario te schrijven over de vier dagen tussen de moordaanslag en de begrafenis van Kennedy. Hij focuste zich daarbij op Jacqueline "Jackie" Kennedy Onassis, de weduwe van de president. Het script werd opgepikt door Steven Spielberg, die als producent van het project probeerde om het script in maart 2010 aan tv-netwerk HBO te verkopen. In diezelfde periode bracht HBO ook Spielbergs oorlogsserie The Pacific (2010) uit.
Uiteindelijk haakten Spielberg en HBO af, waarna het script in april 2010 bij Protozoa Pictures belandde, het productiebedrijf van regisseur Darren Aronofsky en producent Scott Franklin. Rachel Weisz, de toenmalige verloofde van Aronofsky, werd gecast als het titelpersonage. Enkele maanden later gingen Aronofsky en Weisz uit elkaar, waarna beiden het filmproject verlieten. Fox Searchlight Pictures probeerde vervolgens om de productie nieuw leven in te blazen. In 2012 benaderde de studio Natalie Portman om de hoofdrol te vertolken.
In mei 2015, tijdens het filmfestival van Cannes, werd Portman officieel vastgelegd als hoofdrolspeelster en werd de Chileense regisseur Pablo Larraín aangenomen om het script van Oppenheim te verfilmen. Aronofsky, die nog steeds als producent bij de biopic betrokken was, vond Larraín een geschikte regisseur na het zien van diens dramafilm El club (2015). Hoewel de Chileense regisseur geen fan was van biopics besloot hij het project te regisseren omdat hij een connectie voelde met het hoofdpersonage.

### Casting
Portman werd reeds in 2012 aan Jackie gelinkt en uiteindelijk drie jaar later officieel gecast als hoofdrolspeelster. De actrice bereidde zich op haar rol voor door zo'n twintig biografieën te lezen over haar personage. Daarnaast leerde ze ook spreken en wandelen zoals Jackie Kennedy. Om de stem van de voormalige first lady onder de knie te krijgen, luisterde Portman naar de tapes van Jackies gesprekken met Arthur M. Schlesinger jr., een historicus die voor de Democratische Partij werkte en een goeie relatie had met de Kennedy's. Daarnaast las ze ook het boek met de transcripties van het interview, die door Jackie Kennedy zelf werden aangepast. De tv-uitzending A Tour of the White House with Mrs. John F. Kennedy (1962), die in de film zou gereconstrueerd worden, diende als inspiratie voor Jackies houding en manier van bewegen.
In oktober 2015 werden Peter Sarsgaard en Greta Gerwig aan de cast toegevoegd als respectievelijk Robert F. Kennedy en Nancy Tuckerman.
In februari 2016 werd Billy Crudup gecast als een journalist die Jackie Kennedy na de moord op haar echtgenoot uitgebreid en persoonlijk interviewt. Het personage werd gebaseerd op zowel Theodore H. White, een journalist van het tijdschrift LIFE die op vraag van Jackie Kennedy een artikel schreef waarin de politieke erfenis van de president vergeleken werd met Koning Arthur en Camelot, als historicus en familievriend Arthur M. Schlesinger jr., die Kennedy in het voorjaar van 1964 interviewde.

### Opnames
Op 16 december 2016 gingen de opnames van start in Parijs. Twee maanden later verhuisde de productie naar Washington D.C.,  waar onder meer de begrafenis van JFK gefilmd werd. De scènes die zich afspelen op de luchthaven van Dallas (Texas) werden opgenomen aan Easton Airport in Easton (Maryland).

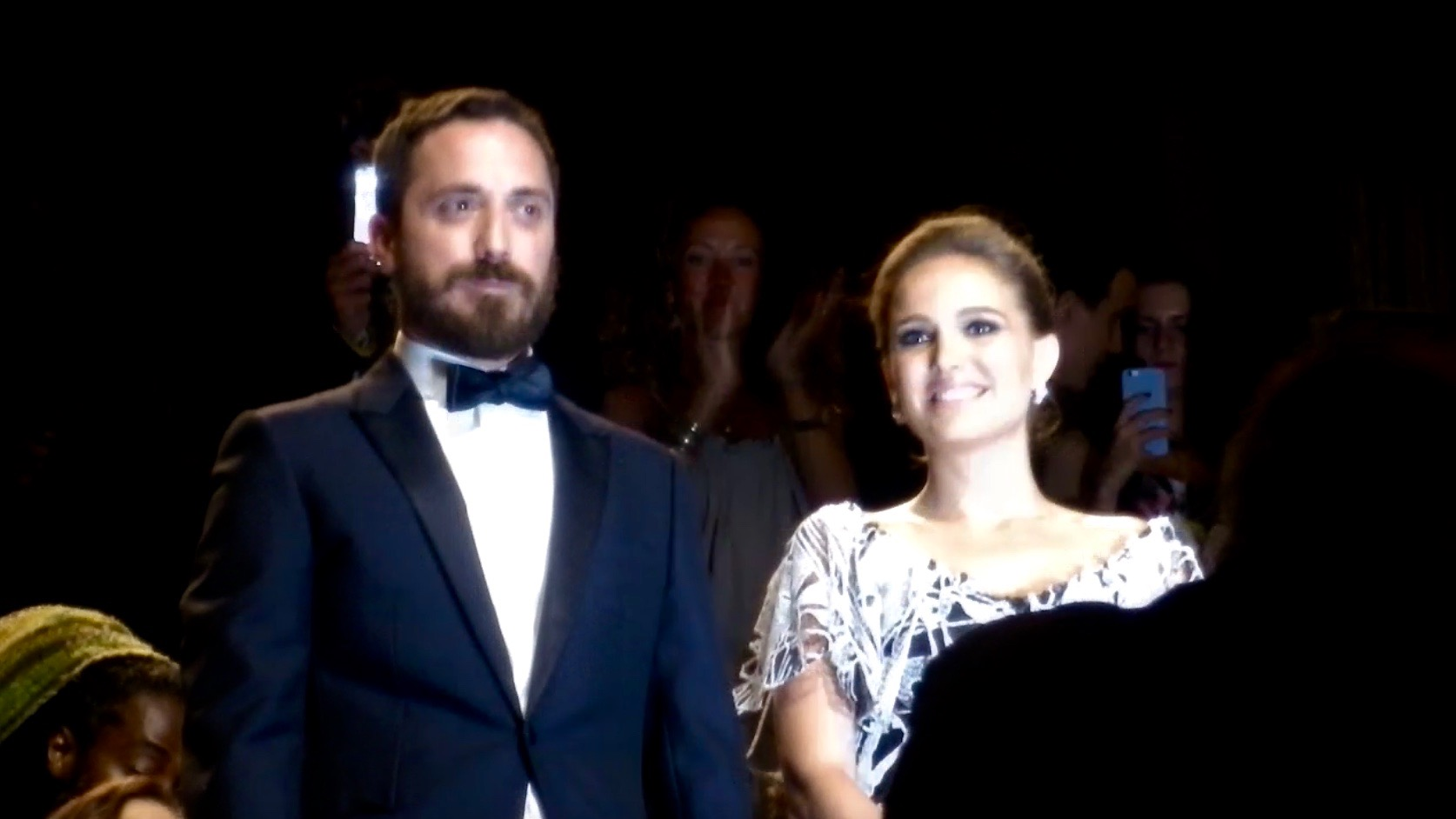
Pablo Larraín en Natalie Portman op het filmfestival van Venetië.

Jackie is een internationale productie die grotendeels gefinancierd werd door Franse investeerders. De cast bestond hoofdzakelijk uit Engelstalige acteurs, terwijl de filmcrew vooral bestond uit Franse (Stéphane Fontaine, Madeline Fontaine, Jean Rabasse) en Chileense (Pablo Larraín, Sebastián Sepúlveda) medewerkers.
Voor de opnames werden verscheidene kledingstukken van Jackie Kennedy, die tijdens haar jaren als first lady van de Verenigde Staten uitgroeide tot een mode-icoon, nagemaakt door de Franse kostuumontwerpster Madeline Fontaine. Zo werd onder meer het iconische, roze mantelpakje van Chanel, dat Jackie Kennedy tijdens de moordaanslag op haar echtgenoot droeg, voor de film gereconstrueerd.

### Release
Op 7 september 2016 ging Jackie in première op het filmfestival van Venetië. Noah Oppenheim won op het festival de prijs voor beste scenario. In de daaropvolgende maanden was Jackie ook te zien op onder meer het Internationaal filmfestival van Toronto, het filmfestival van New York en Film Fest Gent. 
In september 2016 kocht Fox Searchlight Pictures de Amerikaanse distributierechten.

## Trivia
- Jacqueline "Jackie" Kennedy werd in het verleden al vertolkt door bekende actrices als Jaclyn Smith, Jacqueline Bisset, Sarah Michelle Gellar, Jill Hennessy, Roma Downey, Jeanne Tripplehorn en Katie Holmes.